# 平顶堡站
平顶堡站是一个京哈线上的铁路车站，位于辽宁省铁岭市平顶山乡，建于1907年，目前为四等站，邮政编码为112601。目前客运：办理旅客乘降；不办理行李、包裹托运；货运：办理整车货物发到。